# Патрона Халил
Патрона Халил (на албански: Horpeşteli Arnavut Halil или само Patrona Halil) е албански революционер, инициатор на народно въстание в 1730 година, сложило край на Епохата на лалетата в Османската империя.

## Биография
Патрона Халил е роден в костурската паланка Хрупища, тогава в Османската империя, днес Аргос Орестико, Гърция. По произход е албанец, но става еничар и участва в еничарските въстания в Ниш и във Видин в 1720 година. След това заминава за Цариград. Патрона Халил оглавява въстание в 1730 година в Цариград, което сваля от власт султан Ахмед III и на негово място се възкачва султан Махмуд I, слагайки по този начин край на Епохата на лалетата в Османската империя. Патрона Халил е убит малко след това.